# Palazzo Rutia De Silva

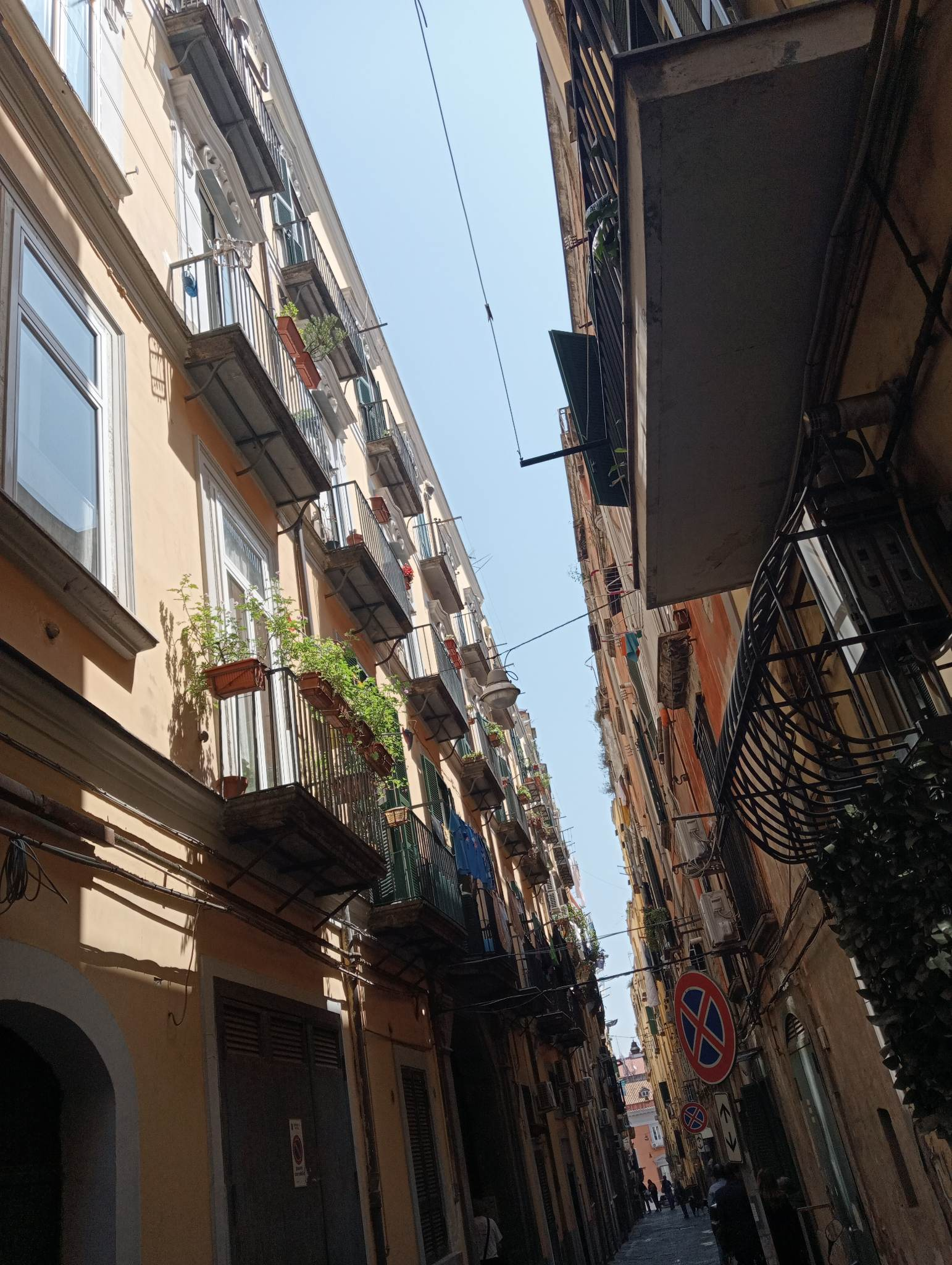
Palazzo Rutia De Silva in Neapel

Der Palazzo Rutia De Silva ist ein Palast aus dem 16. Jahrhundert im Viertel San Ferdinando in Neapel in der italienischen Region Kampanien. Er liegt im Vico Santo Spirito di Palazzo, 34.

## Geschichte
Der Palast wurde sicherlich in der zweiten Hälfte des 16. Jahrhunderts in Verbindung mit der kräftigen Erweiterung der Stadt nach Westen erbaut; diese ist auf die städtebaulichen Entscheidungen des berühmten Vizekönigs Pedro Álvarez de Toledo zurückzuführen. Die Volkszählung am Hügel von Pizzofalcone, die der Bauingenieur Antonio Galluccio 1689 durchführte, weist dort Don Bartolomeo Rutia und Antonio De Silva als Eigentümer aus – von diesen beiden leitet Itala Ferraro den Namen des Palastes ab. Das französische Kataster auf Veranlassung von Joachim Murat, das zwischen 1815 und 1820 veröffentlicht wurde, dokumentiert die Aufteilung des Palastes in mehrere Wohneinheiten.

## Beschreibung
Der Palast hat eine dreistöckige Fassade; die beiden oberen Stockwerke sind durch reiche Stuckarbeiten gekennzeichnet, die die Fenster einrahmen und die auf die Renovierung des Gebäudes im 18. Jahrhundert im Stile des Spätbarock hinweisen. Das Portal aus Piperno, ebenfalls aus dem 18. Jahrhundert, liegt vor dem kurzen Eingangsbereich, auf deren rechter Seite sich eine einfache Treppe aus dem 19. Jahrhundert, sowie der weite Innenhof, befinden.
Heute ist der Palast in etwa 20 Wohnungen aufgeteilt und befindet sich in einem guten Erhaltungszustand. In einer der Wohnungen kann man Incartate aus dem 18. Jahrhundert bewundern (Als Incartate bezeichnet man Decken mit Holzbalken, die mit Papier verkleidet sind, das figürliche oder geometrische Motive zeigt).